# Бойко, Галина Николаевна (художница)
Бо́йко Гали́на Никола́евна (4 июня 1936, Москва —  1 ноября 2006, Москва) — русский советский график и живописец, член Союза художников СССР. 
Соавтор и супруга Игоря Наумовича Шалито.

## Биография
Родилась в Москве. Окончила МГХПА им. Строганова и много лет работала в соавторстве с мужем — И. Н. Шалито, выпускником МАРХИ.
Скоропостижно скончалась 1 ноября 2006 года и похоронена на Новом Донском кладбище в Москве: колумбарий — 11, секция — 91, ниша — 1727 (нижний ряд). 

## Творчество
Основные направления творчества — оформление книжных и журнальных изданий (историческая и фантастическая тематики). Многие работы выполнены в соавторстве с супругом — И. Н. Шалито, в том числе серии иллюстраций к известным книгам И. А. Ефремова — «Час Быка» и «Таис Афинская» .

### Книги с иллюстрациями Бойко и Шалито
- Николай Амосов — «Мысли и Сердце», 1964; «Раздумья о здоровье», 1977.
- Владимир Леви — «Охота за мыслью: Заметки психиатра» (1967, 1971).
- Иван Ефремов — «Час Быка», 1968; «Таис Афинская», 1972.
- Лев Успенский — «По закону буквы», 1979.